# Pottsiela
Pottsiela is een geslacht van sponsdieren uit de familie van de Spongillidae.

## Soorten
- Pottsiela aspinosa (Potts, 1880)
- Pottsiela inarmata (Annandale, 1918)
- Pottsiela pesae Volkmer-Ribeiro, Souza-Machado, Fürstenau-Oliveira, Vieira-Soares, 2010
- Pottsiela spoliata (Volkmer-Ribeiro & Maciel, 1983)